# Kob
Koben (Kobus kob) er en sumpantilope, der er udbredt i subsaharisk Afrika fra Senegal til Sydsudan, f.eks. på flodsletter med græs. Det er den hyppigste antilope i Afrika, næstefter den blå gnu. Koben lever i fugtige områder, hvor den græsser morgen og aften. Den har brunlig pels med hvide markeringer på hoved og hals samt sorte striber på benene. Hannen har lyreformede horn med kraftige ringe.